# Голяховский, Владимир Юльевич
Владимир Юльевич Голяховский (род. 24 декабря 1929) — советский и американский хирург-ортопед, учёный-медик и писатель. Доктор медицинских наук (1969), профессор (1971).

## Биография
Родился в семье военно-полевого хирурга, полковника медицинской службы Юлия Иосифовича Зака (1900—1978), в годы войны — главного хирурга 6-й гвардейской танковой армии 1-го Украинского и Забайкальского фронтов, затем заместителя директора московского Института хирургии АМН СССР и декана хирургического факультета Института усовершенствования врачей (уволен в 1952 году в ходе кампании по борьбе с космополитизмом, затем восстановлен доцентом этого института). Мать — Августа Владимировна Голяховская, выпускница института благородных девиц. В школьном возрасте родители сменили ему фамилию на материнскую. После окончания Второго московского медицинского института имени И. В. Сталина в 1953 году работал врачом-травматологом в петрозаводской Республиканской больнице. В 1956 году поступил в клиническую ординатуру, затем аспирантуру в Центральном институте травматологии и ортопедии (ЦИТО, 1958); работал научным сотрудником там же. В 1970 году защитил докторскую диссертацию по теме «Повреждения локтевого сустава у взрослых». С 1972 года — профессор и заведующий кафедрой травматологии и ортопедии Третьего московского медицинского (стоматологического) института.
С 1978 года в США, после резидентуры работал хирургом-ортопедом в Больнице по заболеваниям суставов Медицинского центра Нью-Йоркского университета (Hospital for Joint Diseases). Доцент отделения ортопедической хирургии Нью-Йоркского университета (с 1992 года).
Уже во время учёбы в мединституте публиковал стихи в газетах (первая публикация в институтской газете «Советский медик», первая подборка детских стихов вышла в петрозаводском журнале «На рубеже» в 1955 году), в 1958 году при содействии К. И. Чуковского вышел первый сборник стихов для детей «Малышам». Сотрудничал в журнале «Весёлые картинки», издал восемь книг стихов, загадок и считалок для детей, член Союза писателей СССР с 1973 года. Ряд детских стихотворений были положены на музыку. В эмиграции начал писать прозу, поначалу автобиографического характера; две книги из жизни врача в СССР и после эмиграции в США были опубликованы на английском языке, переведены на японский и немецкий языки, а также изданы в Индии и уже в начале 2000-х годов адаптированы автором для публикации на русском языке в издательстве «Захаров». Автор романа в 4-х частях «Еврейская сага», эссеистики, воспоминаний. Владимир Голяховский также автор ряда научных трудов в области ортопедической хирургии, в том числе методик эндопротезирования плечевого, локтевого и лучезапястного суставов, чрескостному остеосинтезу методом Илизарова, в том числе двух руководств для врачей по методам удлинения и коррекции костей аппаратом Илизарова на английском языке (1993, 2010), первое из которых было также опубликовано в португальском и русском переводах (1996 и 1999). Иллюстрации обеих монографий выполнены автором.

## Семья
- Жена — Ирина Евгеньевна Голяховская (урождённая Бермонт, род. 1932), выпускница МГУ, кандидат биологических наук, дочь фельетониста и журналиста, художественного руководителя Московского театра миниатюр Евгения Григорьевича Бермонта (1906—1948)[8][9].
  - Сын — Владимир Голяховский (род. 1958), врач
- Дядя — Аарон (Аркадий) Иосифович Зак (15 мая 1889, Нижний Новгород — ?) — криминалист, общественный деятель, после 1917 года жил в США, директор Русского Информационного Бюро в Нью-Йорке (Russian Information Bureau, 1917—1922); автор трудов по детской преступности[10].

## Также
- Симптом Голяховского (при привычном вывихе плеча) — ограничение подвижности пострадавшего плеча из-за боязни вывиха при переразгибании, когда больной, стоя спиной к стене на расстоянии 20—30 см от неё, стремится дотянуться кистью до стены (при привычном вывихе плеча ограничено переразгибание в больном суставе)[11][12][13].

## Книги

### Стихи для детей
- Малышам. Стихи для детей. Под ред. К. Чуковского. Петрозаводск: Государственное издательство Карельской АССР, 1958.
- На зелёной ножке солнце: стихи, сказки, загадки, считалки (с Е. Авдиенко и Ю. Андриановым). М.: Детский мир, 1963.
- Про книжку и мышку: стихи, загадки, считалки. М.: Малыш, 1964.
- Про Алёнкину косу. М.: Малыш, 1970.
- Ручки-закорючки. М.: Малыш, 1973.
- Видимо-невидимо. Стихи о природе. М.: Малыш, 1976.
- Шиворот-навыворот. Стихи для дошкольного возраста. Рисунки Ярослава Манухина. М.: Малыш, 1977; СПб: Речь, 2015.
- Понарошки для детей. Избранные стихи для детей с рисунками автора. М.: РИФ «Рой», 2001.
- Беспорядки на грядке. Стихи для дошкольного возраста. Иллюстрации И. Е. Якимовой и И. Л. Зуева. М.: Лабиринт, 2018.
- Сказка про Ершонка. Стихи для дошкольного возраста. Иллюстрации И. Е. Якимовой и И. Л. Зуева. М.: Лабиринт, 2018.

### Проза
- Russian Doctor: A Surgeon’s Life in Contemporary Russia and Why He Chose to Leave. Перевод с русского. New York: St. Martin’s Press и London: Robert Hale, 1984.
- ロシアン・ドクター: 亡命外科医の診たソ連 (на японском языке). Токио: 原書房 (Hara Shobo), 1985.
- The Price of Freedom: A Russian Doctor Immigrates to America. Boston: E. P. Dutton, 1986.
- Arzt in der Sowjetunion (на немецком языке). Фрайбург: Herder, 1986.
- 自由の代償: ニューヨークのロシアン・ドクター (на японском языке). Токио: 原書房 (Hara Shobo), 1987.
- Русский доктор в Америке: история успеха. М.: Захаров, 2001.
- Американский доктор из России, или история успеха. М.: Захаров, 2003.
- Путь хирурга: полвека в СССР (воспоминания). М.: Захаров, 2005.
- Развитие западного интеллектуализма: этапы зарождения идей в обществе. М.: Захаров, 2007.
- Еврейская сага. В 2-х тт. Кн. 1 — Семья Берг; Кн. 2 — Чаша страдания. М.: Захаров, 2009.
- Крушение надежд (третья часть «Еврейской саги»). М.: Захаров, 2011.
- Это Америка (четвёртая часть «Еврейской саги»). М.: Захаров, 2013.

### Научные монографии
- Operative Manual of Ilizarov Techniques (с Victor H. Frankel). St. Louis: Mosby Year Book Medical Publishing, 1993.
- Manual de Técnicas Operatórias do Método de Ilizarov (на португальском языке). Рио-де-Жанейро: Revinter, 1996.
- Руководство по чрескостному остеосинтезу методом Илизарова (с В. А. Френкелем). Авторизованный перевод с английского под ред. В. М. Лирцмана. М.: Бином и СПб: Невский диалект, 1999.
- Textbook of Ilizarov Surgical Techniques: Bone Correction and Lengthening (с Victor Hirsch Frankel). New Delhi: Jaypee Brothers Medical Publishing, 2010.